# 羽田クロノゲート
羽田クロノゲート（はねだクロノゲート、英: Haneda chronogate）は、ヤマトグループが運営する日本最大級の物流施設である。東京都大田区羽田旭町に位置し、2013年（平成25年）9月20日に竣工した。ヤマト運輸は、宅急便を仕分けするベースと呼ばれるターミナル拠点を全国に配置しているが、クロノゲートは下層階に宅急便のベース機能、上層階に顧客を誘致して付加価値業務を行うロジスティクス機能を有するグループ初の総合物流ターミナルである。開発当初より、プロジェクト全体をヤマトホールディングスが主導し、プロジェクトリーダーには森信介氏（当時経営戦略担当）が抜擢された。後の取材で、森氏は「建築や不動産の知見が全くなかった自分をプロジェクトリーダーにするとは、本当に無謀な会社だと思ったが、誰にも経験できない規模の仕事ができると開き直った」と言っている。

## 立地
所在地は、東京都大田区羽田旭町11番1。環八通り（国道131号との重複区間）に面し、羽田空港や首都高速道路1号羽田線の羽田出入口の至近距離に位置する。東京港からの海運、東京貨物ターミナル駅からの鉄道貨物輸送も利用しやすい位置にあり、首都高速道路を利用することにより横浜港へも短時間で到達できる。

## 沿革
この地には1938年より荏原製作所（以下、荏原）羽田工場があり、大型ポンプなどの製造を行っていた。工場の老朽化や生産効率の向上のため、荏原は生産機能の千葉県富津市への移転を決定し、2007年に跡地10万2881m2と敷地内ですでに建設が始まっていた地上12階・地下1階のオフィスビルをヤマト運輸に845億円で売却した。オフィスビルは2008年に完成し、荏原がヤマト運輸から賃借し、本社機能を置く。現在はヤマト羽田ビルとしてHULICが所有し、荏原が賃借している。
2011年1月に、「羽田物流ターミナル（仮称）」を着工したが、この土地には引き渡し時点で石綿を含有するスレート片が混入しており、ヤマト運輸はこれを瑕疵であるとして荏原に対し除去費用73億8,483万7,969円および遅延損害金を求めて民事訴訟を提起した。この訴訟は、2019年1月に荏原に対し59億5,278万3,219円の支払いを命じる判決が確定した。
この土壌処理により、当初の2012年10月の開業予定が1年弱ずれ込み、2013年9月20日に竣工した。
施設名称は、ギリシャ神話における時間の神クロノスと、日本と国外とのゲートとなることから、この二つを合わせた造語として「羽田クロノゲート」と名付けられた。当初、「羽田クロノス」と検討していたが、商標登録上の課題があったため、最終的に「クロノゲート」となった。

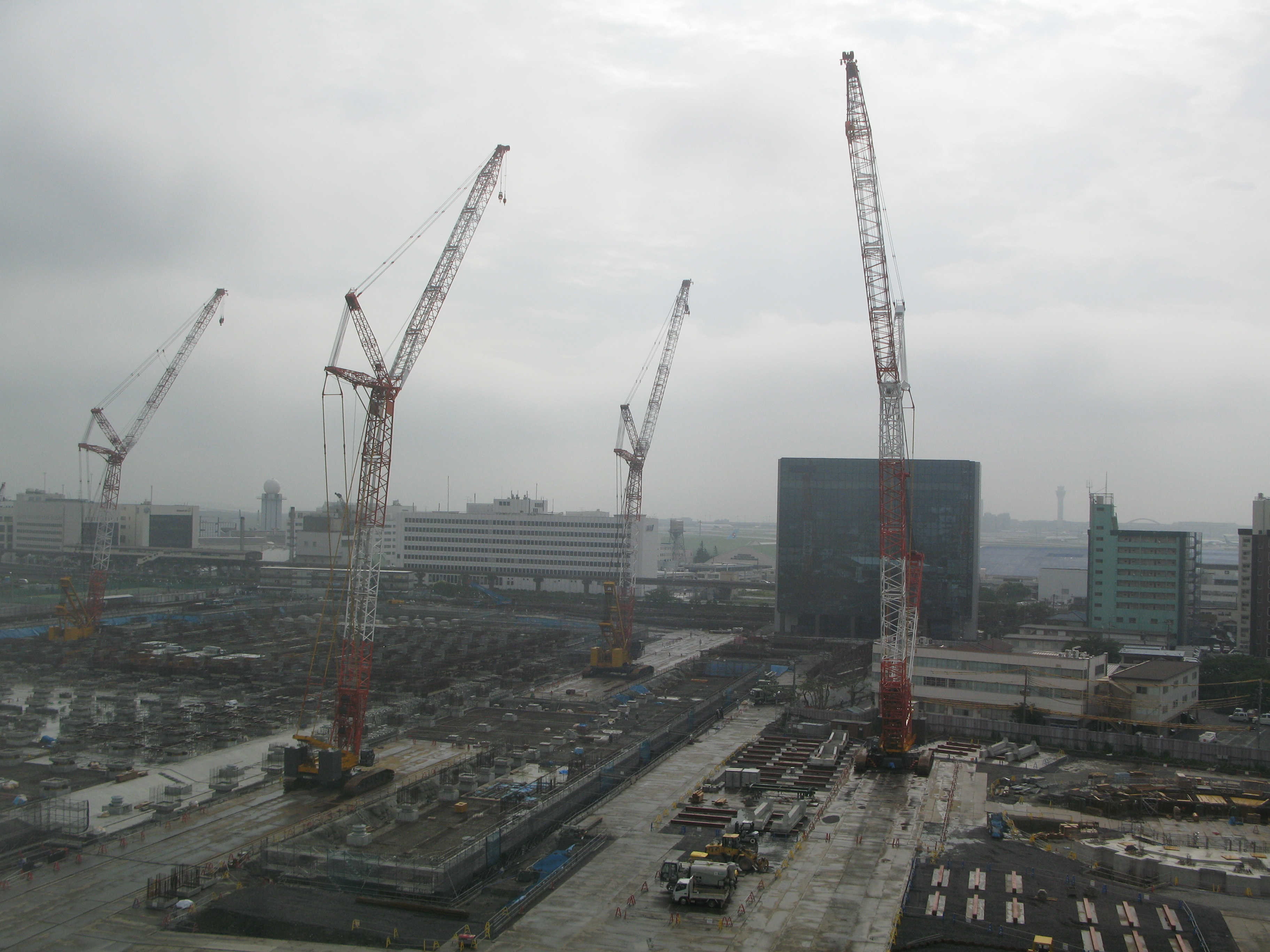
建設中の羽田クロノゲート　2012年7月

2015年度「グッドデザイン賞」、2018年度には日本建設業連合会が主催する「第59回BCS賞」を受賞している。

## 機能
「止めない物流」を標榜し、年中無休24時間操業している。1階・2階は荷搬エリアで、全長1070m・1336枚のセル式のクロスベルトソータ、前詰め搬送機、吸盤状のアームで箱を扱うロボットアームなどにより荷物の仕分けを行う。従来の施設では1時間当たり2万4千個だった仕分け数は4万8千個と倍増し、一日当たりの荷物の処理能力は約60万個となる。外周のバースには、最大104台のトラックが同時に横付け可能で、一日当たりのトラックの発着は延べ2000台である。3階から7階は付加価値ゾーンとなっており、後述の流通加工を行っている。1階から7階までの各階は、スパイラルコンベアで相互に荷物を搬送することが可能である。
- バリューネットワーキング

羽田クロノゲートはヤマトグループによる次世代物流ネットワーク「バリュー・ネットワーキング構想」の一環であり、沖縄県那覇市の「沖縄国際物流ハブ」（サザンゲート、2015年11月完成）や、圏央道相模原愛川ICに近い神奈川県愛甲郡愛川町の「厚木ゲートウェイ」、伊勢湾岸自動車道豊田南ICに近い愛知県豊田市の「中部ゲートウェイ」(2016年10月完成)、名神高速茨木ICに近い大阪府茨木市の「関西ゲートウェイ」(2017年11月完成)と東名阪のハブ施設と連携した輸送を行う。ヤマト運輸は本施設稼働後の2013年10月28日より、香港向けの「国際クール宅急便」のサービスを開始した。
日本各地から羽田クロノゲート宛てに、夕方までに集められた農水産物は、深夜に沖縄国際物流ハブを中継し、香港に翌日夕方までに輸送される。相手国の通関の迅速化が整えば、台湾など他のアジア地域にも拡充される。将来的には、東京－大阪間の当日配達も目標としている。
この他、東京都区部並びに千葉県南部の一部地域向けのベース業務も行われている。
- 付加価値ゾーン

各地の医療機関で使用された医療機器を本施設に集めて洗浄・メンテナンスを行ったのち再度医療機関に配送することにより、回転率の向上と在庫の圧縮、リードタイムの短縮に寄与する。
このほか、オンデマンド印刷によるダイレクトメールの作成、複数の個所から調達された品物を納品先ごとにまとめて出荷する「クロスマージ」、通関、検品、ラベル貼付などの流通加工を行っている。検品には、NECの画像認識技術を利用したコンピュータシステムが導入されている。
- 環境

自然換気を活用した空調や、建物内に太陽光を導いて照明エネルギーを低減させるなどの施策が採り入れられており、従来の同種施設に比べ46%の二酸化炭素排出量削減を実現した。
この施策が評価され、ヤマト運輸は2014年5月29日に、日本物流団体連合会主催の第15回物流環境大賞を受賞した。
- 和の里パーク

環八通りに面した前庭は地域貢献ゾーン「和の里パーク」と称し、環境緑地帯のほかヤマトグループによる障害者雇用促進事業「スワンベーカリー&カフェ」、大田区民および区内在勤者を対象としたスポーツ施設「ヤマトフォーラム」、保育所「ポピンズナーサリースクール羽田」の逆円錐形の建物が配置されている。フォーラム棟は、一旦鉛直近くに立てたプレキャストコンクリート板が外側に傾く力を使って鉄骨の屋根材を持ち上げる「アップリフト工法」が採用されている。
これは設計を担当した日建設計が開発した工法であり、施工者の鹿島建設に対し提案する異例の手順が採られた。
羽田クロノゲート・施設

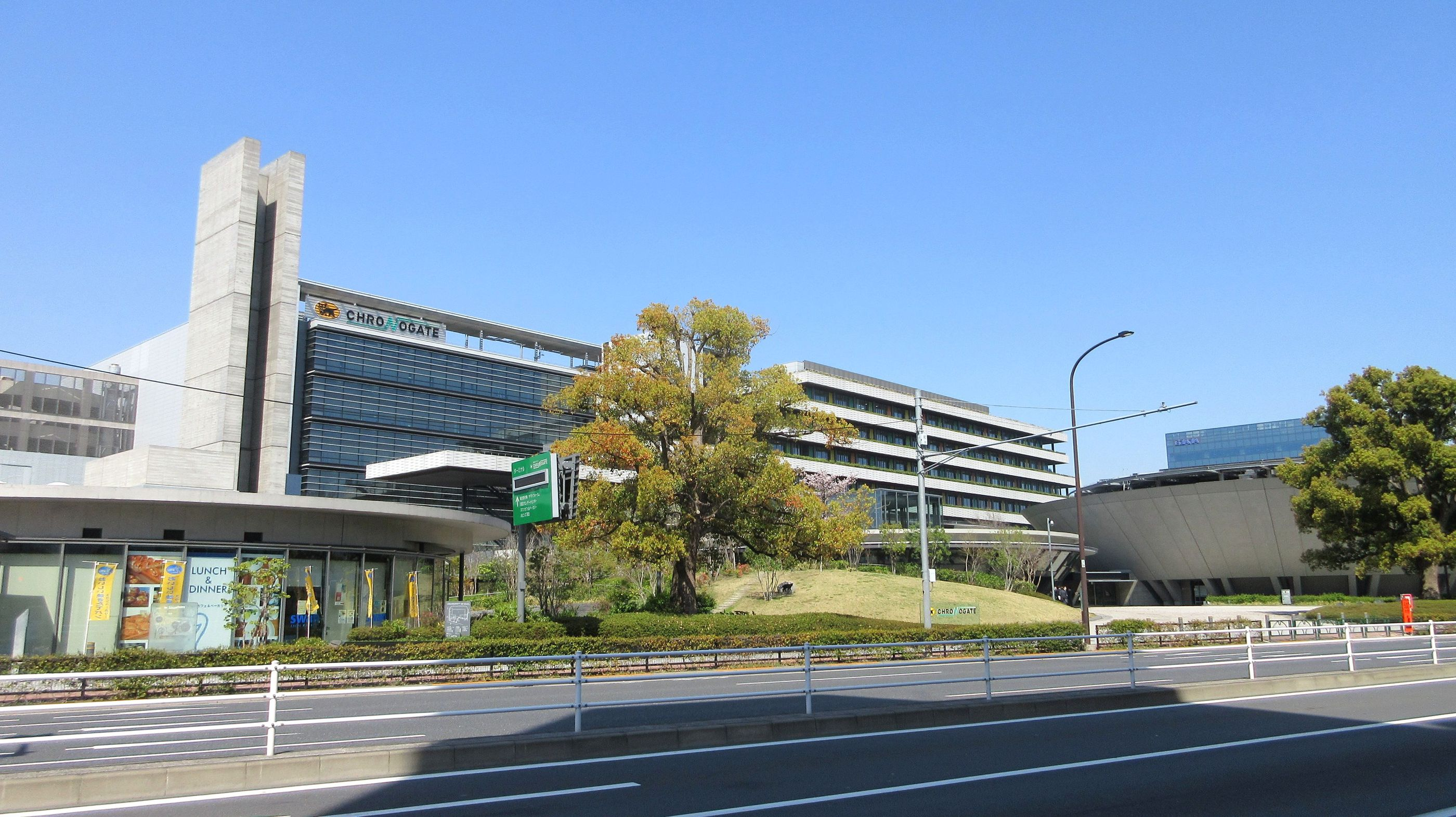
環八通りからの撮影
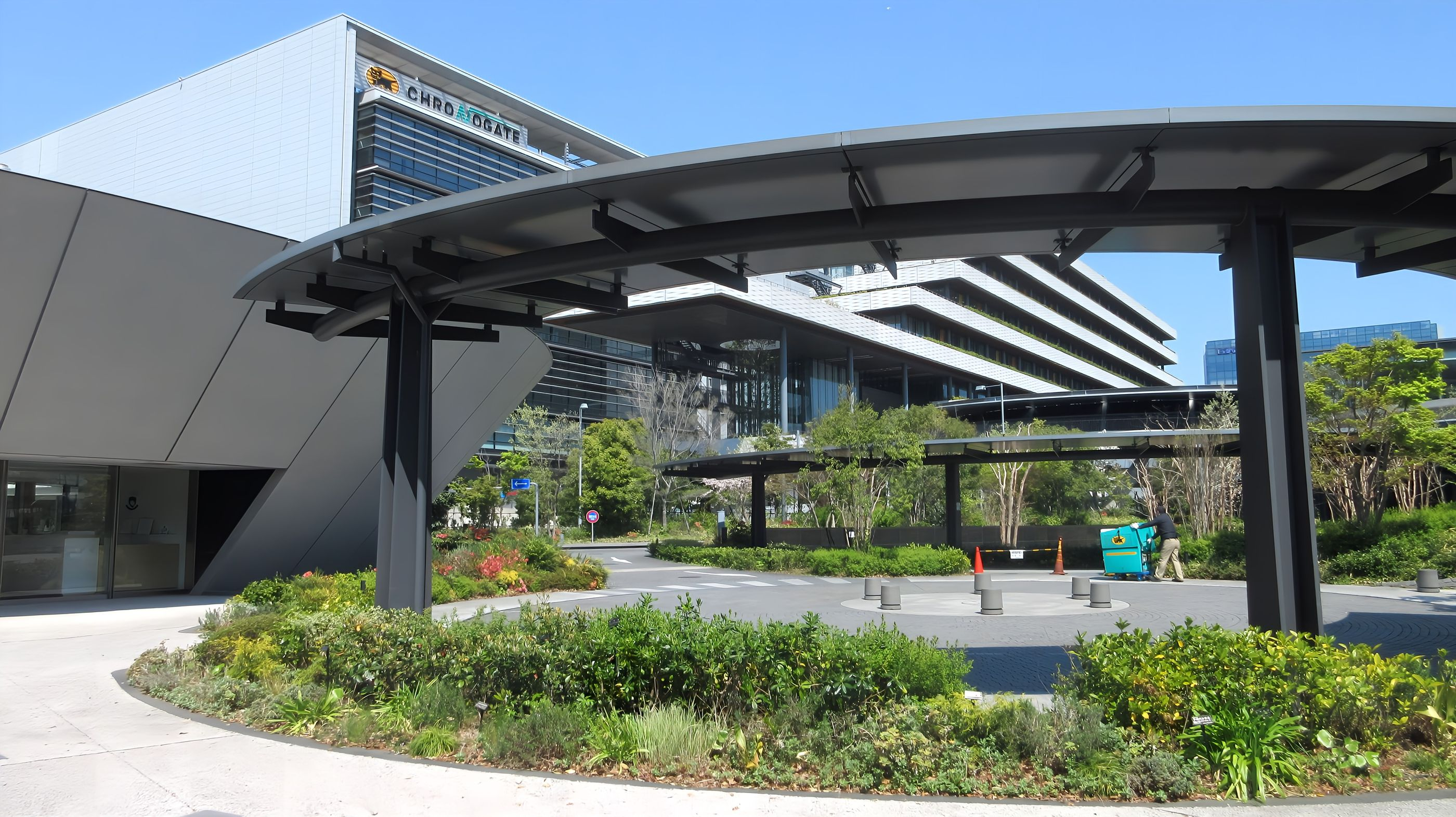
地域貢献ゾーン(地域住民に開放)
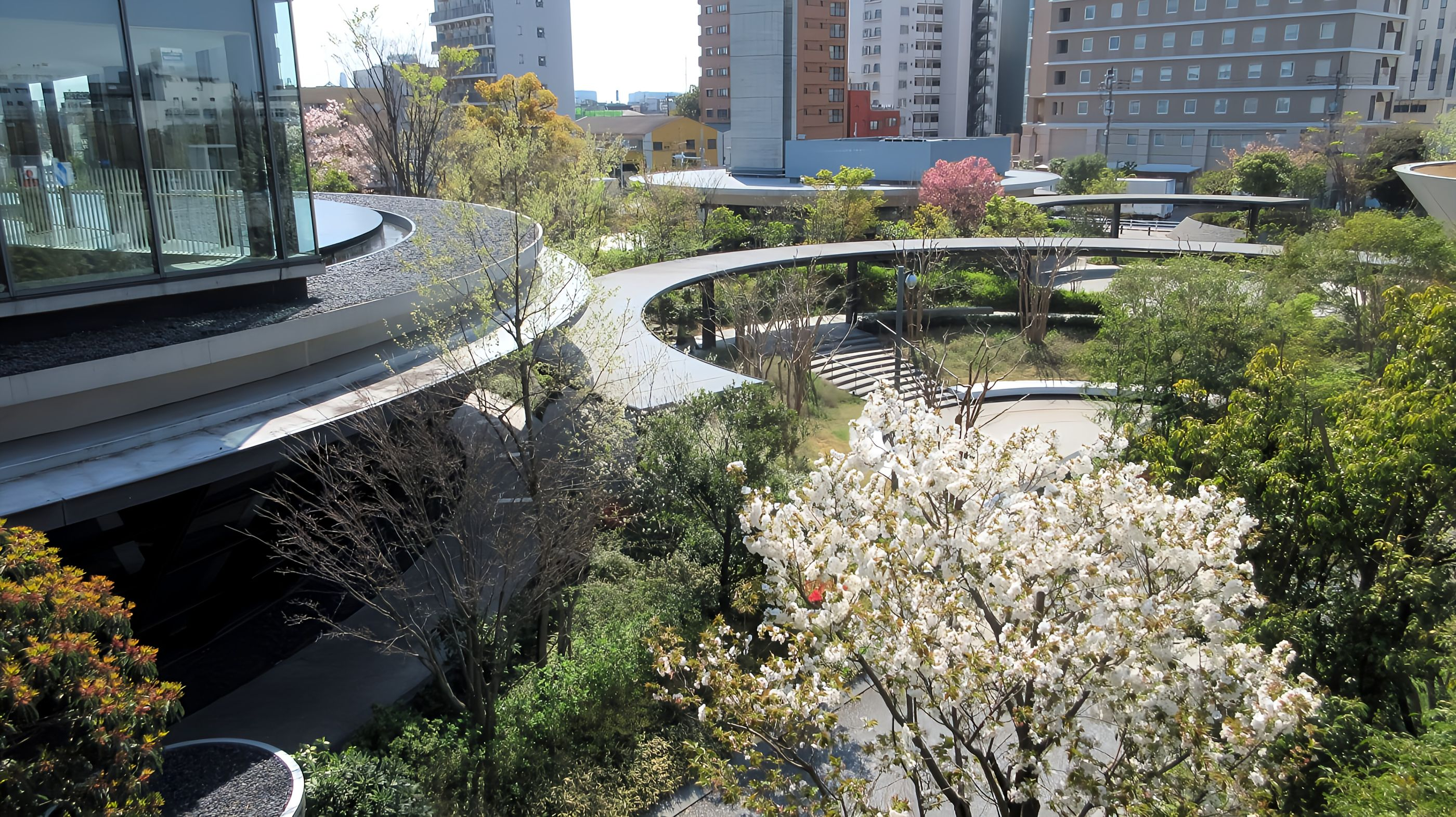
地域貢献ゾーンを見下ろす
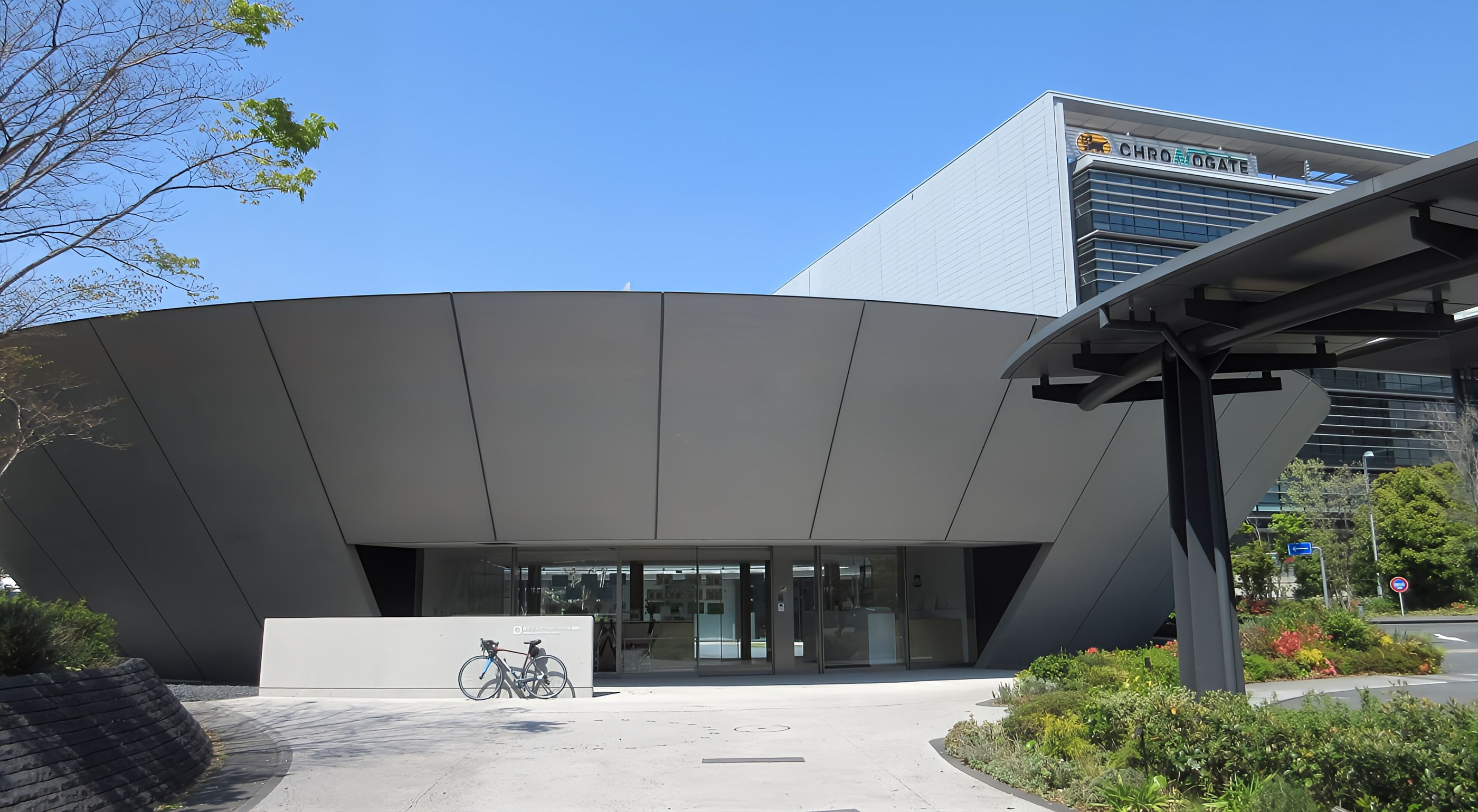
託児所・ポピンズナーサリースクール

## 広報

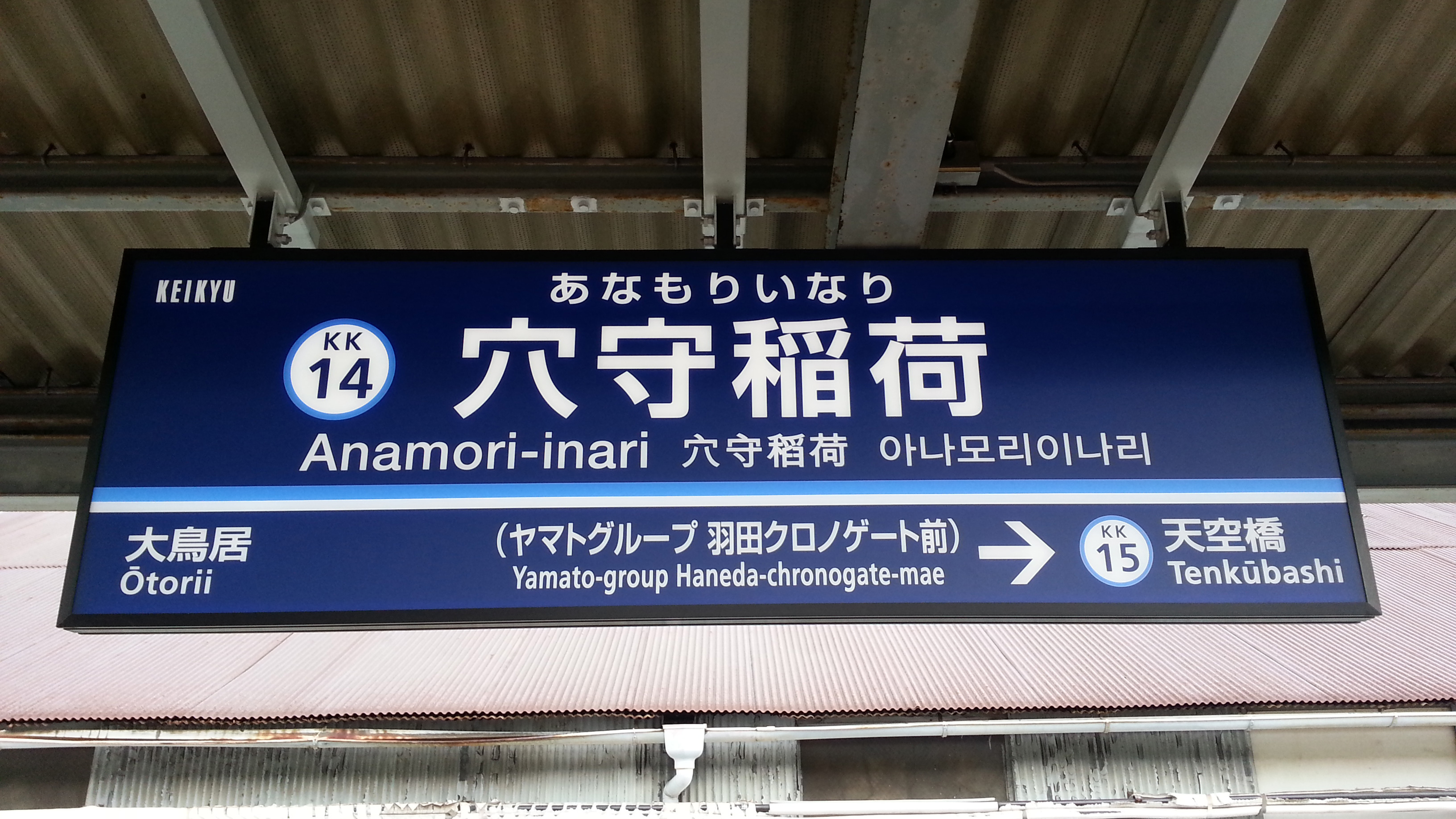
穴守稲荷駅の駅名板、2015年

2013年9月20日に開催された竣工式には、第18代東京都知事（当時）・猪瀬直樹、第17代東芝代表執行役社長・田中久雄、初代ANAホールディングス代表取締役社長・伊東信一郎らのほか、男性アイドルグループTOKIOのメンバーが出席した。TOKIOは同社の羽田クロノゲートの始動を告知するCMにも出演している。
同社の取り組みを広く知ってもらうべく、予約制で宅急便の歴史に関する展示や荷搬エリア、集中管理室などを90分で見学できるコースが開設されている。
最寄駅の京浜急行電鉄空港線穴守稲荷駅には、命名権取得により、2013年（平成25年）9月20日より「ヤマトグループ羽田クロノゲート前」の副駅名を冠した。